# Heinrich von Friemar (der Ältere)
Heinrich von Friemar (der Ältere) (* um 1245 in Friemar bei Gotha; † 18. Oktober 1340 in Erfurt) war ein Augustinereremit und  philosophisch-theologischer und asketischer Schriftsteller.

## Leben
Schon in jungen Jahren trat Heinrich dem Augustinerorden bei und begann noch vor 1264 seine theologischen Studien in Bologna. Als Provinzial leitete er 1290 bis 1299 die gesamte deutsche Augustinerprovinz und förderte die Interessen seines Ordens, sodass dieser in Deutschland sich mächtig entfaltete, und eine Teilung in vier Provinzen notwendig wurde. Um sich auf seine spätere Lehrtätigkeit vorzubereiten, studierte Heinrich von Ende 1299 an Theologie in Paris, wo er schließlich 1305 den Lehrstuhl an der Universität, den die Augustiner innehatten, bestieg. Zehn Jahre später ging er ins Augustinerkloster zu Erfurt, wo er ebenso seinen Magister vollzog und Theologie lehrte. 1318 wurde er zum Leiter des Studium generale im Erfurter Augustinerkloster, was er vermutlich auch gründete, in Deutschland und zum Examinator der um das Lektorat sich bewerbenden Studenten ernannt. In Erfurt, seinem stetigen Wohnsitz, entfaltete er eine reiche Wirksamkeit als Schriftsteller, Lehrer des Klerus, Prediger und Wandermissionar. Noch im hohen Alter war Heinrich für seinen Orden tätig, wo er als Beatus verehrt wird. Des Weiteren trug er die Namen Doctor seraphicus oder mellifluus.

## Werke (Auswahl)
- Tractatus de adventu Verbi in mentem (um 1300)[1]
- Quodlibet (um 1306)[1]
- Commentaria in libros Ethicorum Aristotelis (um 1310)[1]
- De quatttuor instinctibus (1315)
- De decem praeceptis (um 1324)[1]